# Bant’s Carn
Bant’s Carn ist ein bronzezeitliches Entrance Grave auf einem Hügel oberhalb von Halangy Down „Ancient Village“ auf St. Mary’s, der Hauptinsel der Scilly-Inseln. 

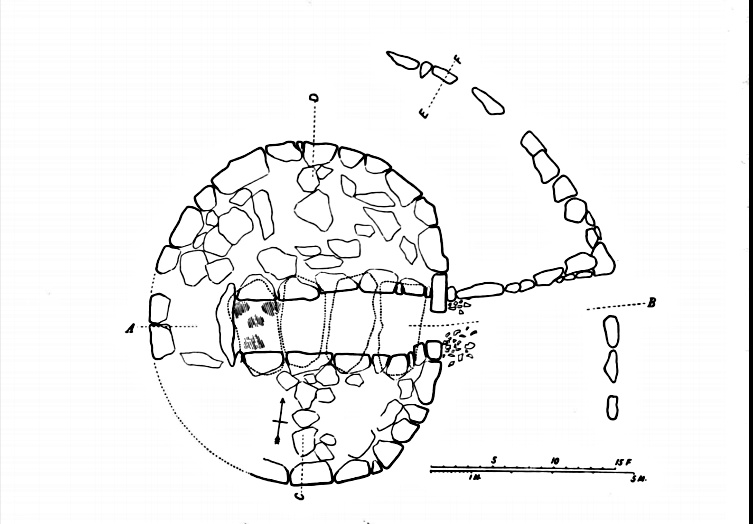
Bant's Cairn gezeichn. um 1900 von G. Bonsor

Bant's Carn ist ein auf einer niedrigen Plattform gelegener runder Erdhügel von etwa acht Meter Durchmesser, in dem ein so genanntes „Scillonian Entrance Grave“ liegt. Ein kurzer Gang führt zur Kammer von etwa fünf Metern Länge und 1,5 m Breite. Kammer und Gang liegen auf einer Achse und sind durch seitliche Pfosten getrennt. Einige Anlagen dieses Typs sind auf ihrer gesamten Ganglänge überdacht und einige wie Bant’s Carn haben einen oben offenen Bereich, der von der Randsteinkante bis zur Kammer reicht. Das Dach besteht aus vier großen horizontal aufliegenden Decksteinen. Der restaurierte Hügel wird von Randsteinen eingefasst.

## Funde
Ausgrabungen der Anlage fanden im Jahre 1900 und 1970 statt. Die Funde bestanden aus Leichenbrand (im hinteren Teil der Kammer), Scherben neolithischer und bronzezeitlicher Keramik, sowie zwei bearbeiteten Feuersteinen, die vor der Anlage geborgen wurden. 